# گرمونت
گرمونت(تلفظ فرانسوی: [ɡɛʁmɑ̃t] ()) یک کمون در بخش سن و مارن در منطقه ایل دو فرانس در شمال مرکزی فرانسه است. این در بخش وال دو بوسی در مارن لاواله واقع شده‌است و در سال ۲۰۱۲، جمعیت آن ۱۱۹۱ نفر بوده‌است.

## جمعیت‌شناسی
ساکنان آن گرمونتی (به فرانسه گرمانته) نامیده می‌شوند.

## مدارس
این شهر دارای یک پیش‌دبستانی و یک مدرسه ابتدایی است که در یک مدرسه واحد جمع شده‌اند. دانش‌آموزان دبیرستانی به کالج لئونارد دو وینچی در سن تیبو د وین می‌روند.